# 낙타
낙타(駱駝, camel, 문화어: 락타) 또는 약대는 낙타속(Camelus)에 속하는 우제류의 총칭으로, 서아시아와 북아프리카의 사막 지대에 서식한다. 낙타는 주로 사막을 이동하거나 짐짝을 운반하는 수단으로 쓰이는 가축이며, 육류·유제품을 만드는 데 사용되는 식용 가축이기도 하다. 낙타의 털은 섬유나 펠트를 만드는 데도 사용된다. 세계 낙타의 94%는 혹이 하나인 단봉낙타이고, 6%만이 두 개의 혹을 가진 쌍봉낙타이다. 야생 쌍봉낙타는 가축화된 쌍봉낙타의 조상이 아닌 별개의 종으로, 현재 개체 수가 1,000마리 이하로 심각한 멸종 위기에 처해 있다.
'낙타'라는 단어는 때로는 넓은 의미로 사용되어, 더 정확한 용어인 낙타과(Camelidae)의 모든 7종을 포함하기도 한다. 이들은 진정한 낙타 3종(위의 3종) 외에 "신세계 낙타"인 라마, 알파카, 구아나코, 비쿠냐로 구성된 별도의 라마족(Lamini)도 포함한다. 낙타과 동물들은 에오세 시기 북아메리카에서 기원했으며, 현대 낙타의 조상인 Paracamelus는 약 600만 년 전 마이오세 말기에 베링 육교를 통해 아시아로 이동했다.

## 어원
중국 고대 문헌에서 낙타는 橐駝·橐他·馲駝 등 ‘탁타’로 표기했으며, 이 표기는 《산해경》과 《일주서》 등 전한보다 이전 시대에 쓴 것으로 여겨지는 문헌에도 등장한다. 조선 문헌에도 ‘탁타(𩧐駝)’로 표기하고 있으나 《석보상절》(1447)과 《훈몽자회》(1527) 등에는 고유어 ‘약대’가 확인된다.
낙(駱)은 금문에서 「馬(마)」와 「各(각)」으로 구성되며, 「各」은 음을 나타내는 성부이다. 이 글자는 본래 특정한 말의 이름을 가리키며, 말의 몸은 흰색이고, 갈기(鬃毛, 말 목의 긴 털)와 꼬리는 검은색이라는 특징이 있다. 《설문해자》에서는 “駱는 몸이 흰색이고 갈기와 꼬리가 검은 말이다. 馬(마)를 따라 형성되고, 各(각)에서 음을 취하였다.”라고 설명한다.
타(駝)는 부수 「馬(마)」와 음(音)을 나타내는 「它(타)」가 합쳐진 글자로, 원래 ‘낙타’를 가리키는 말이다. 비록 《설문해자》에는 「駝」 자가 보이지 않지만, 이미 《산해경》에서 「橐駝(탁타)」라는 형태로 낙타를 언급하고 있다. 예컨대 《산해경ㆍ북산경(北山經)》에서는 “그 짐승들 가운데 탁타(橐駝)가 많다”라고 하고, 이에 대해 곽박(郭璞)은 “육안(肉鞍, 등 위의 혹)이 있으며, 유사(흐르는 모래) 위를 잘 다녀서 하루에 300리를 갈 수 있고, 1000근(무거운 짐)을 실을 수 있으며, 물이 있는 샘터가 어디인지도 안다.”라고 주석하였다. 이처럼 단독으로 쓰인 「駝」도 낙타를 뜻하며, 《옥편(玉篇)ㆍ마부(馬部)》에도 “駝, 낙타”라고 설명한다. 그 외 고대 문헌의 예시를 보면, 《제민요술》에서는 “사우(沙牛, 황소) 가죽, 물소 가죽, 돼지 가죽이 가장 좋고, 나귀, 말, 낙타, 노새 가죽은 그다음이다.”라고 하였다.
학명 ‘Camelus’는 낙타를 뜻하는 라틴어 ‘camēlus’를 그대로 쓴 것이다. 이는 거슬러 올라가면 셈조어 ‘*gamal-’에서 비롯됐으며, 아랍어 ‘자말(جَمَل)’과 그 기원을 같이 한다.

## 종류
단봉낙타는 야생에서 전멸하고 가축화되었으나 일부 쌍봉낙타는 동아시아 지역 특히 몽골 고비사막에서 많이 볼 수 있다. 혹이 두 개이지만 쌍봉낙타와는 다른 종인 야생쌍봉낙타도 있고, 단봉낙타와 쌍봉낙타의 잡종인 잡종낙타도 있다.

## 생김새
어깨높이 1.8~2m, 몸무게는 250~680kg이다. 동아줄 같은 꼬리의 길이만도 50cm가 넘는다. 낙타는 빽빽하게 난 양털 같은 털 때문에 실제 크기보다 더 크게 보인다. 털은 흰빛에서 검은빛을 띠는 것까지 다양하나 모두 갈색 계통이다. 봄에 털갈이를 하고 가을이면 털이 다시 자라 두툼하게 몸을 덮는다. 하지만 가슴과 무릎에는 털이 없는 부분이 있다. 목과 발은 길며 각 발에 발가락이 두 개씩 있고, 발가락의 앞부분에는 발톱 같은 발굽이 자란다. 두 개의 긴 발가락을 연결하는 넓적한 판으로 땅을 딛는다. 낙타가 땅에 발을 대면 이 방석 같은 판이 넓게 펴져 마치 사람이 눈 신발을 신고 눈 위를 걷듯이 모래땅을 잘 걸을 수 있다. 앞니는 위턱에 있으며 송곳니는 상하 양턱에 있고, 위는 3개의 주머니로 되어 있다. 뿔이 없으며 눈썹은 길고 두 줄로 되어 있어서 모래 먼지가 들어가는 것을 방지한다. 나뭇잎이나 가지를 먹으며 가시가 있는 가지도 먹는다. 수일 간 먹지 않고 일할 수 있는데, 이때 혹은 점점 작아져 나중에는 거의 없어진다. 즉 필요한 수분을 등에 있는 혹의 지방을 분해해서 보급하는 것이다. 혹에는 많은 영양분이 있다. 혹은 엄청난 별미이며 기원전에는 오직 귀족들만 먹을 수 있었다. 낙타의 종류는 혹에 따라 달라지는데 혹이 1개이면 단봉낙타, 혹이 2개이면 쌍봉낙타라 한다.

## 생활
낙타는 물 없이도 며칠 심지어는 몇 달까지 살 수 있다. 사막민들은 낙타에게 대추야자 열매와 풀 또는 보리나 밀 같은 곡류를 먹인다. 낙타로 사막을 여행하는 도중에는 먹을 것을 구하기 어렵기 때문에 눈에 띄는 대로 먹이를 먹여 두어야 한다. 선인장 같은 사막식물도 먹는데 입 안에 상처를 입지 않고도 가시가 있는 나뭇가지를 먹을 수 있다. 입 안의 표피가 매우 질겨서 날카로운 가시도 뚫을 수 없기 때문이다. 먹을 것이 없으면 동물의 뼈, 물고기, 고기, 가죽, 심지어는 가죽 텐트까지 닥치는 대로 먹어 치운다. 낙타는 먹이를 충분히 씹지 않고 삼켰다가 나중에 입으로 되어가져와 씹은 후, 위로 보내 완전히 소화 시킨다. 일반적으로 포유류는 더울 때 땀을 통해 수분을 증발시켜 몸을 식히지만, 낙타는 몸 속의 수분이 보존되도록 땀을 많이 흘리지 않는다. 대신 체온이 낮에는 6℃ 정도 올라가고 밤에는 내려간다. 더운 날씨에 낙타끼리 서로 몸을 비비는 것을 볼 수 있는데, 이는 사막의 공기보다 다른 낙타의 몸이 더 시원하기 때문이다.

## 이용
사막지역에서는 운송 수단, 양식, 옷, 주거 재료 등 다양한 용도로 이용하고, 농경지에서는 낙타를 밭갈이와 물레방아를 돌리는 데 이용하고 있다. 낙타 털로는 옷감이나 천막을 만들고, 가죽으로는 신발, 가방 등을 만들며, 뼈는 상아처럼 세공하여 값진 물품을 만든다. 낙타의 젖으로 치즈 등을 만들기도 한다.

## 같이 보기
- 단봉낙타
- 쌍봉낙타
- 라마

## 참고 문헌
- 이 문서에는 다음커뮤니케이션(현 카카오)에서 GFDL 또는 CC-SA 라이선스로 배포한 글로벌 세계대백과사전의 내용을 기초로 작성된 글이 포함되어 있습니다.